# أعفر (خيل)

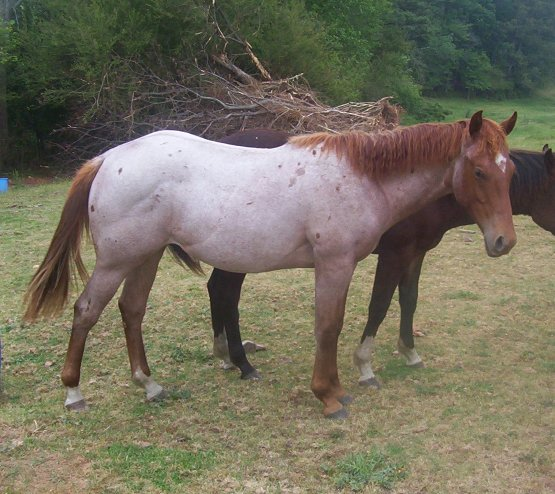
فرس أعفر

العُفْرَة هو لون كسوة الخيل [الإنجليزية] يتكون من مزيج من الشعر الأبيض والأحمر بنسب متفاوتة، وهو مستقر على المدى الطويل، مع بقاء الرأس والأطراف السفلى أدكن من بقية الجسم. بسبب التنوع الكبير في القتامة والتغيرات الموسمية المحتملة، أدى لون كسوة الخيل إلى ظهور وفرة من المصطلحات الشِّعْرِيَّة، المستوحاة في كثير من الأحيان من الحقل المعجمي لعلم النبات، باللغتين الإنجليزية والفرنسية.